# Qaḍāʾ
Col termine qaḍāʾ (in arabo قضاء‎? qaḍāʾ: [qɑˈd̪ˤɑːʔ], pl. أقضية aqḍiya: [ˈɑqd̪ˤijɑ]; in turco ottomano: kaza [kazaː]; letteralmente "giudicatura") in italiano cazà, ci si riferisce a una suddivisione amministrativa di secondo livello in Iraq e Libano e per indicare una suddivisione amministrativa di terzo livello in Giordania, inferiore rispetto al governatorato (muḥāfaẓa).
Il qaḍāʾ è stata una divisione amministrativa di secondo livello in Siria; ora esso è chiamato mintaqah (regione).
La denominazione trae origine dall'esperienza ottomana che col termine si riferiva (come ancor oggi avviene in Turchia) al territorio nel quale aveva piena giurisdizione ogni deliberato giudiziario (qaḍāʾ) del qāḍī, di nomina statale, e dove vigeva il governo del caimacam. Il termine designa anche il giudizio emesso dal qaḍī nell'ambito del "foro esterno", contrapposto alla diyāna - la coscienza - del "foro interno".
È stato una suddivisione di un sangiaccato che corrispondeva all'incirca a una città con i suoi villaggi circostanti.
Nei primi anni nella Repubblica di Turchia si continuò ad usare il termine cazà, rinominato però ilçe dopo il 1920.